# Muhammad uld Abd al-Aziz

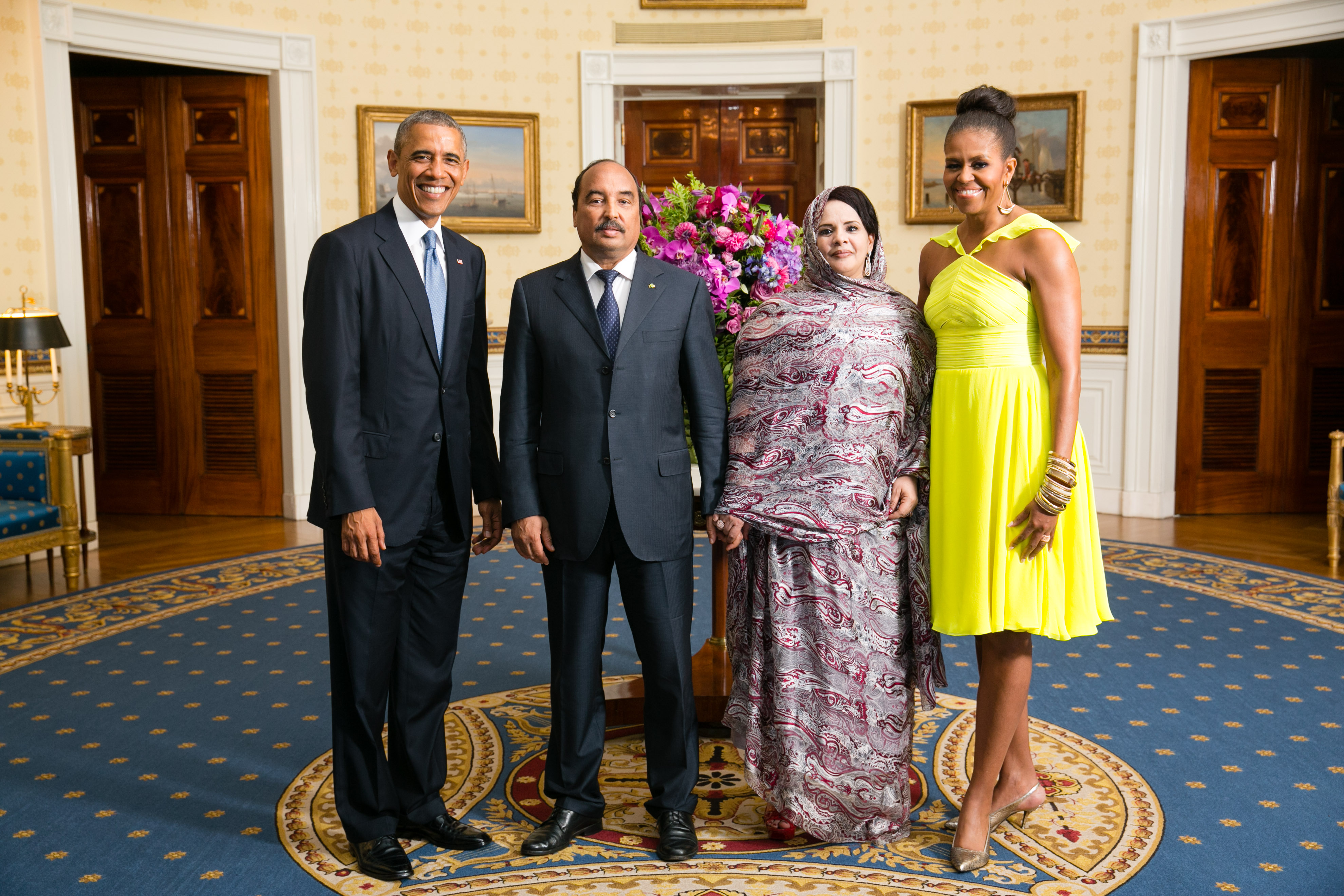
Muhammad uld Abd al-Aziz z żoną Mariam w towarzystwie Baracka Obamy i Michelle Obamy. (2014)

Muhammad uld Abd al-Aziz (arab. محمد ولد عبد العزيز = Muḥammad walad ʿAbd al-ʿAzīz, fr. Mohamed Ould Abdel Aziz; ur. 20 grudnia 1956 w Akdżawadżacie) – mauretański wojskowy i polityk, przywódca zamachu stanu przeciwko prezydentowi Sidi uld Szajchowi Abdallahiemu, w latach 2008–2009 przewodniczący junty wojskowej – Rady Państwa, w latach 2009–2019 prezydent Mauretanii.

## Kariera wojskowa
Muhammad uld Abd al-Aziz urodził się w 1956 w Akdżawadżacie. W 1977 wstąpił do sił zbrojnych, kształcił się w Królewskiej Akademii Wojskowej w Meknesie w Maroku. W strukturach wojskowych zajmował wiele stanowisk, był twórcą elitarnej straży prezydenckiej BASEP (Prezydencki Batalion Bezpieczeństwa). Abd al-Aziz odegrał kluczową rolę w stłumieniu próby zamachu stanu w czerwcu 2003 oraz wojskowego powstania w sierpniu 2004, za co został odznaczony najwyższym medalem wojskowym przez prezydenta Maawiję uld Sid’Ahmada Taję.
W 2005 pułkownik Abd al-Aziz był jednym z organizatorów zamachu stanu przeciw prezydentowi Taji. Zamach przeprowadzony został 3 sierpnia 2005 pod dowództwem generała Iliego uld Muhammada Falego. Abd al-Aziz był zwolennikiem jak najwcześniejszego przeprowadzenia nowych wyborów i z jego inicjatywy okres ten skrócono z 24 do 19 miesięcy.

## Prezydentura Abdallahiego
W kwietniu 2007 urząd prezydenta Mauretanii objął Sidi uld Szajch Abdallahi, wybrany miesiąc wcześniej w wolnych, demokratycznych wyborach. 30 sierpnia 2007 prezydent Abdallahi mianował Abdel Aziza generałem i szefem straży prezydenckiej. W grudniu 2007 generał dowodził siłami, mającymi pojmać bojówki terrorystyczne, które zabiły czterech francuskich turystów w pobliżu miejscowości Alak.
Pierwsze oznaki pogarszających się relacji z prezydentem i rządem pojawiły się w maju 2008. Wtedy to prezydent powołał nowy gabinet pod przewodnictwem premiera al-Waghafa, w skład którego weszło 12 ministrów z okresu władzy prezydenta Taji.
Pod koniec czerwca 2008 jedna z mniejszych partii politycznych oskarżyła Abd al-Aziza o planowanie zamachu stanu i próbę rozbicia zaplecza parlamentarnego rządu partii ADIL.
4 sierpnia 2008 25 z 49 deputowanych oraz 24 z 45 senatorów proprezydenckiej partii ADIL ogłosiło opuszczenie szeregów tej partii, co spowodowało utratę większości parlamentarnej przez rząd.

## Zamach stanu w 2008
Rano 6 sierpnia 2008 prezydent Sidi uld Szajch Abdallahi odwołał ze stanowiska szefa straży prezydenckiej Abd al-Aziza wraz z kilkoma innymi wojskowymi. W odpowiedzi, tego samego dnia generał Abd al-Aziz rozpoczął zamach stanu, zajmując pałac prezydencki w Nawakszucie. Prezydent Abdallahi i premier Jahja uld Ahmad al-Waghaf zostali zatrzymani. W swoim oświadczeniu Abd al-Aziz ogłosił unieważnienie dekretu prezydenta o odwołaniu straży bezpieczeństwa oraz objęcie przywództwa w nowej Radzie Państwa. 11-osobowa Rada Państwa ogłosiła Abdallahiego „byłym prezydentem” i zapowiedziała przeprowadzenie nowych wyborów prezydenckich „tak szybko jak to możliwe”.

## Wybory prezydenckie i prezydentura (2009–2019)
W styczniu 2009 państwowe media ogłosiły, iż nowe wybory prezydenckie zostały zaplanowane przez Radę Państwa na 6 czerwca 2009. Pojawiły się wówczas głosy o możliwym starcie generała Abd al-Aziza w nadchodzących wyborach. W październiku 2008 stwierdził on bowiem, że wojskowym, którzy zrezygnują ze służby w armii, powinno przysługiwać prawo startu w wyborach. Zgodnie z przypuszczeniami, 5 lutego 2009 Abd al-Aziz oficjalnie ogłosił zamiar udziału w wyborach prezydenckich.
15 kwietnia 2009 Muhammad uld Abd al-Aziz zrezygnował ze stanowiska przewodniczącego Rady Państwa, by wziąć udział w wyborach w czerwcu 2009. Jego następcą został przewodniczący Senatu Ba Mamadu Mubari, zaprzysiężony na to stanowisko przez Sekretarza Rady Konstytucyjnej.
27 kwietnia, w dniu zakończenia rejestracji, Sąd Konstytucyjny zatwierdził cztery kandydatury zgłoszone do udziału w wyborach, w tym kandydaturę Abd al-Alziza. Główne partie opozycyjne zbojkotowały jednak proces wyborczy i nie wystawiły do walki swoich przedstawicieli. Wybory uznały za „maskaradę” ze z góry przesądzonym wynikiem. 5 maja 2009 Unia na rzecz Republiki, mająca większość w parlamencie, wybrała Abd al-Aziza na stanowisko przewodniczącego partii.
Na początku czerwca, pod auspicjami prezydenta Senegalu Abduolaye’a Wade, odbyły się rozmowy negocjacyjne, mające na celu zakończenie kryzysu politycznego i włączenie partii opozycyjnych w proces wyborczy. 4 czerwca 2009 strony podpisały porozumienie, wedle którego termin wyborów został przesunięty na 18 lipca 2009. Muhammad uld Abd al-Aziz potwierdził swoją rezygnację ze stanowiska szefa państwa, a władze i opozycja zgodziły się na utworzenie rządu jedności narodowej złożonego z wszystkich partii. Po osiągnięciu kompromisu opozycja zdecydowała się na udział w wyborach.
W czasie kampanii wyborczej Abd al-Aziz prezentował się jako „kandydat biednych”. Stwierdził, że wybory mogą zapoczątkować „zmiany na rzecz rozwoju Mauretanii”. W wyborach prezydenckich z 18 lipca 2009 odniósł zdecydowane zwycięstwo. Według oficjalnych wyników zdobył 52,6% głosów poparcia i tym samym wygrał już w pierwszej turze głosowania. Jego dwaj główni rywale, Massaud uld Bu al-Chajr i Ahmad uld Daddah zdobyli odpowiednio 16,3% oraz 13,7% głosów poparcia. Opozycja odrzuciła wyniki wyborów, uznając je za „sfabrykowane” oraz wezwała społeczność międzynarodową do wszczęcia dochodzenia w sprawie uczciwości przebiegu procesu wyborczego. Międzynarodowi obserwatorzy z Unii Afrykańskiej i Ligi Państw Arabskich nie stwierdzili jednak żadnych oszustw wyborczych.
Muhammad uld Abd al-Aziz w przemówieniu po ogłoszeniu wyników wyborów stwierdził, że „jego zwolennicy nie uczestniczyli w oszustwie, nie oszukiwali i niczego nie sfałszowali”. Prezydent elekt zobowiązał się do podniesienia poziomu opieki zdrowotnej oraz poziomu szkolnictwa. Poprzysiągł również walkę z terroryzmem wszelkimi dostępnymi środkami.
2 sierpnia 2009 Abd al-Aziz zrezygnował z funkcji przewodniczącego Unii na rzecz Republiki.
5 sierpnia 2009, niemalże dokładnie w rok po dokonaniu zamachu stanu, Muhammad uld Abd al-Aziz został zaprzysiężony na stanowisku prezydenta Mauretanii. W oficjalnych uroczystościach na stadionie sportowym w Nawakszucie uczestniczyło około 20 tysięcy osób, w tym prezydent Senegalu Abdoulaye Wade oraz prezydent Mali Amadou Toumani Touré.
13 sierpnia 2009 generał Abd al-Aziz ogłosił skład nowego rządu na którego czele stanął Maulaj uld Muhammad al-Aghzaf. W skład gabinetu weszło siedmiu Negromauretańczyków a także cztery kobiety. Naha mint Mouknass została pierwszą w świecie arabskim kobietą – ministrem spraw zagranicznych.
13 października 2012 Muhammad uld Abd al-Aziz został ranny w wyniku ostrzału konwoju, jak początkowo twierdzono „omyłkowego”, podczas jego powrotu z wyprawy na pustynię. Według świadków wydarzenia była to próba zamachu, a prezydent został postrzelony przez uzbrojonego mężczyznę. Po udzieleniu pomocy w szpitalu w Nawakszucie, Abd al-Aziz został przewieziony do paryskiej kliniki Percy-Clamart gdzie został poddany dalszemu leczeniu.
30 stycznia 2014 na okres jednego roku został wybrany przewodniczącym Unii Afrykańskiej.
W wyborach prezydenckich przeprowadzonych 21 czerwca 2014 generał Abd al-Aziz uzyskał w pierwszej turze 81,89% głosów i tym samym zapewnił sobie drugą, pięcioletnią kadencję na stanowisku. Frekwencja wyniosła około 56%, środowiska opozycyjne zbojkotowały wybory.